# Brie (Charente)
Brie é uma comuna francesa na região administrativa da Nova Aquitânia, no departamento de Charente. Estende-se por uma área de 34,05 km². Em 2010 a comuna tinha 4 308 habitantes (densidade: 126,5 hab./km²).